# Basiliola lucida
Basiliola lucida är en armfotingsart som först beskrevs av Gould 1862.  Basiliola lucida ingår i släktet Basiliola och familjen Basiliolidae. Inga underarter finns listade i Catalogue of Life.